# Vụ án mạng Sasebo
"Vụ án mạng Sasebo" (Nhật: 佐世保小6女児同級生殺害事件 Hepburn: Sasebo shōroku joji dōkyūsei satsugai jiken), (tiếng Anh: Sasebo Slashing) còn được biết đến với tên gọi Vụ giết người Sasebo, Vụ sát hại Sasebo hay Vụ giết người của Nevada-tan là vụ sát hại nữ học sinh tiểu học 12 tuổi, Satomi Mitarai (御手洗 怜美, Mitarai Satomi) gây ra bởi bạn nữ cùng lớp được gọi là "Cô gái A" (tiếng Anh: Girl A).  Vụ sát hại xảy ra vào ngày 01 tháng 06 năm 2004, tại Trường Tiểu học Okubo nằm tại Thành phố Sasebo, tỉnh Nagasaki, Nhật Bản. Dù cho các giáo viên và nhân viên nhà trường đã cố gắng xoay sở nhưng nạn nhân, Mitarai vẫn tử vong vì mất quá nhiều máu do các vết rạch của dao cắt giấy trên cổ và cánh tay, trong đó có một vết rạch sâu hơn 10 cm.
Vụ giết người đã gây ra nhiều phản ứng khác nhau trong cộng đồng mạng Nhật Bản cũng như thế giới lúc bấy giờ, đã có những meme trên Internet, nhạc, game,... dựa trên vụ án. Đồng thời, rất nhiều cuộc thảo luận và kiến nghị lên Tòa án Nhật Bản xoay quanh vụ án, trong đó đa số là yêu cầu giảm độ tuổi chịu trách nhiệm hình sự tại Nhật Bản từ 14 tuổi xuống 12 tuổi, đây là lần đầu tiên có kiến nghị yêu cầu giảm độ tuổi chịu trách nhiệm hình sự tại Nhật Bản xuống kể từ năm 2000 do Vụ sát hại trẻ em Kobe xảy ra năm 1997. Mặc dù tên của hung thủ đã không được Cơ quan Cảnh sát Quốc gia Nhật Bản tiết lộ vì theo các thủ tục pháp lý Nhật Bản là cấm nhận dạng người chưa thành niên phạm tội. Văn phòng về các vấn đề pháp lý quận Nagasaki đã cảnh báo và yêu cầu người dùng Internet không được tiết lộ ảnh và thông tin của cô gái A. Tuy nhiên, tên của cô gái A đã vô tình bị lộ trên sóng truyền hình của đài Fuji TV vì trong quá trình biên soạn chương trình, nhà sản xuất đã không làm mờ chữ ký của cô gái A trong các bức tranh do chính tay cô vẽ, tiếp theo đó, dựa vào thông tin phân tích được từ các bức tranh do cô gái A vẽ, các thành viên của cộng đồng Internet Nhật Bản trên website 2channel đã cố tình công khai danh tính của cô gái A vào ngày 18 tháng 09 năm 2004.

## Hung thủ

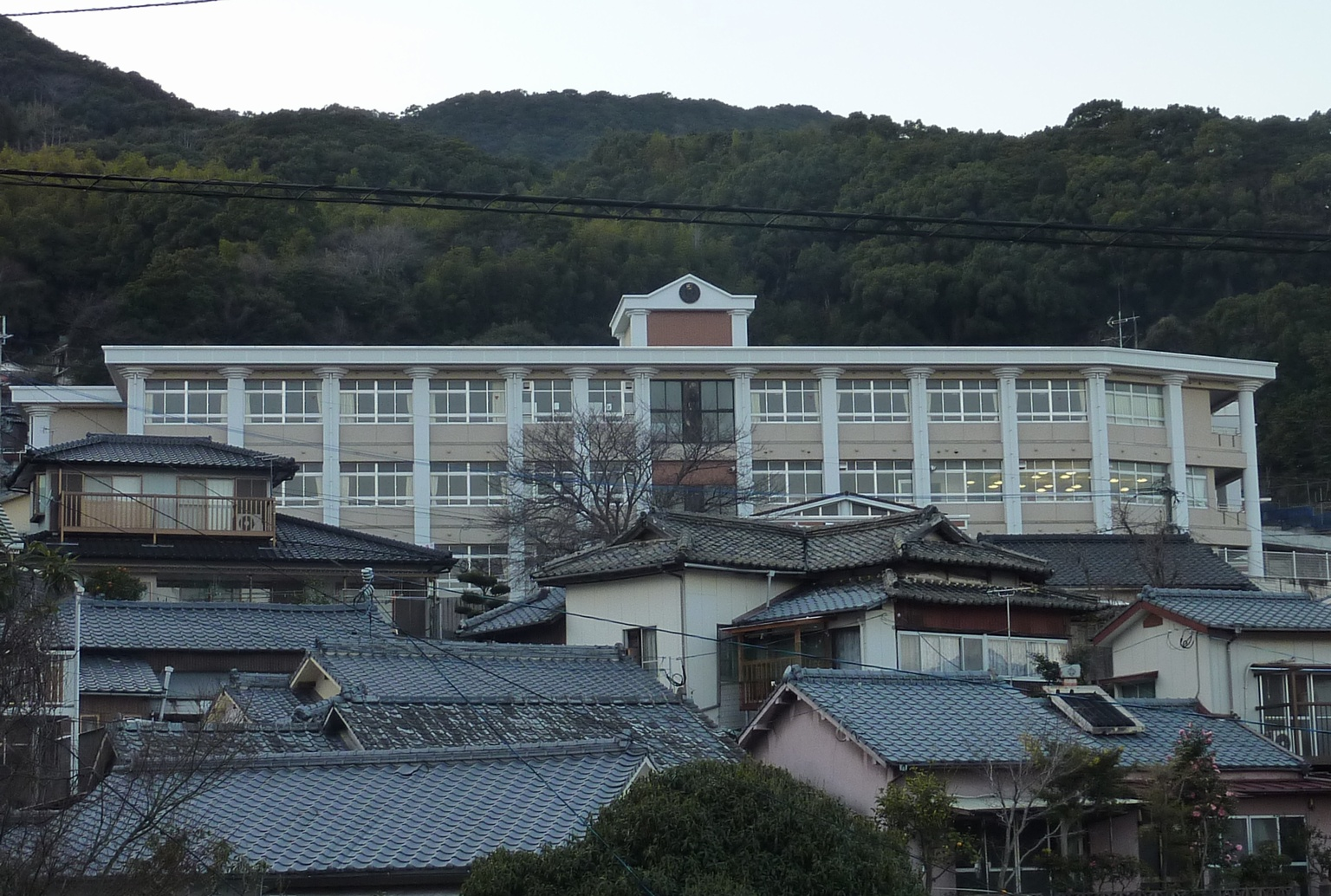
Trường Tiểu học Okubo, nơi xảy vụ án mạng (ảnh chụp ngày 11 tháng 3 năm 2011)

Vào ngày 01 tháng 06 năm 2004, một nữ sinh 11 tuổi - sau này được truyền thông gọi là “Cô gái A” - đã thực hiện hành vi sát hại bạn nữ cùng lớp 12 tuổi, Satomi Mitarai vào giờ ăn trưa trong một lớp học trống tại Trường Tiểu học Okubo ở Thành phố Sasebo, tỉnh Nagasaki. Giáo viên chủ nhiệm của Cô gái A và Mitarai nhận ra rằng cả hai đã vắng mặt. Một lát sau Cô gái A quay trở lại lớp học, khi đó quần áo của cô dính đầy máu, tay cô cầm một con dao cắt giấy. Mọi người đã cố gắng hỏi han cô về những gì đã xảy ra, sau đó, họ tìm thấy thi thể nằm trên vũng máu của Mitarai trong một căn phòng nằm phía cuối hành lang. Cô giáo sau khi phát hiện thi thể của Mitarai đã gọi điện báo cảnh sát. Ngay sau đó, một cuộc điều tra của cảnh sát Thành phố Sasebo đã được diễn ra với những nghi phạm có liên quan, nghi phạm số 1 là cô gái A.
Sau khi bị bắt giữ, cô gái A đã ngay lập tức tự thú về hành vi phạm tội của chính bản thân, cô liên tục nói "Em xin lỗi, em xin lỗi" với cảnh sát. Ở đồn cảnh sát, cô đã qua đêm tại đây, nhiều lần liên tục quấy khóc, không chịu ăn. Cô gái A ban đầu không đề cập đến động cơ giết người, khi được hỏi, cô liên tục lảng tránh, từ chối trả lời, cuối cùng, với nghiệp vụ của cảnh sát, cô gái A đã giải thích động cơ giết người của mình. Một cách ngắn gọn, cô đã giải thích rằng tất cả sự việc này đều bắt đầu từ những bình luận được để lại bởi Satomi Mitarai trong trang cá nhân của Cô gái A trên Internet. Nội dung của những bình luận được Mitarai để lại bao gồm việc Mitarai xúc phạm và chê bai rằng cô gái A bị thừa cân và gọi cô bằng biệt danh "goody-goody".
Vào ngày 15 tháng 09 năm 2004, Tòa án Gia đình Nhật Bản đã đưa ra phán quyết quyết định buộc tội cô gái A, bỏ qua hết những quy định về độ tuổi chịu trách nhiệm hình sự tại Nhật Bản và độ tuổi còn rất trẻ của cô gái A vì mức độ nghiêm trọng của vụ giết người. Cô gái A được đưa đến một trại giáo dưỡng nằm ở tỉnh Tochigi, Nhật Bản, đây cũng là trại giáo dưỡng từng giam giữ Seito Sakakibara, một kẻ giết người ở độ tuổi vị thành niên khoảng 6 tháng trước đó. Tòa án Gia đình quận Nagasaki ban đầu kết án cô gái A hai năm tù vì cho rằng cô không tự nguyện phạm tội (hay nói cách khác là cô gái A có vấn đề về tâm thần, tâm lý bất ổn,...) nhưng bản án đã được điều chỉnh tăng thêm hai năm tù nữa vào tháng 09 năm 2006 sau một cuộc đánh giá tâm lý của cô gái A. Vào ngày 28 tháng 05 năm 2008, chính quyền địa phương thông báo rằng họ quyết định sẽ không yêu cầu bất kì bản án bổ sung nào cho cô gái A nữa.

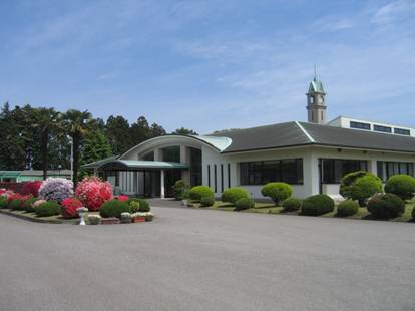
Một trường giáo dưỡng ở tỉnh Tochigi nơi "Cô gái A" được giam giữ.

Bởi vì cô gái A được cho là có vấn đề về khả năng giao tiếp xã hội cũng như những sở thích ám ảnh, cô được chẩn đoán bị mắc hội chứng Asperger sau khi thực hiện hành vi giết người.

## Phản ứng
Vụ giết người đã gây ra một cuộc tranh luận ở Nhật Bản liệu độ tuổi chịu trách nhiệm hình sự ở Nhật Bản, nó đã được hạ từ 16 tuổi xuống 14 tuổi vào năm 2000 do vụ sát hại trẻ em Kobe xảy ra năm 1997, liệu nó có cần được hạ xuống một lần nữa hay không. Trước khi vụ việc xảy ra, Cô gái A được cho là một đứa trẻ bình thường và ngoan ngoãn, điều này càng khiến cho dư luận lo lắng.
Các thành viên của Nội các Nhật Bản ví dụ như Kiichi Inoue và Sadakazu Tanigaki, đã bị truyền thông chỉ trích vì những phát ngôn của bản thân được đưa ra sau vụ giết người của cô gái A. Inoue bị chỉ trích vì gọi cô gái A là Genki (nghĩa là mạnh mẽ, sôi nổi, năng động), một từ mang hàm ý tích cực. Còn Tanigaki bị chỉ trích vì ám chỉ phương pháp giết người của cô gái A, rạch cổ họng, là một hành động “nam tính”.
Cô gái A trở thành một hình tượng, chủ đề cho các meme Internet trên các cộng đồng website Nhật Bản như 2channel. Cô gái A được người dùng Internet đặt biệt danh Nevada-tan là sự kết hợp giữa tan (một cách gọi khác của chan) và dòng chữ Nevada trên chiếc áo cô mặc trong một bức ảnh được chụp chung với cả lớp là áo len Reno của Trường Đại học Nevada ở Hoa Kỳ, vì vậy nên đã có một khoảng thời gian dài áo len Reno là mặt hàng bán chạy và đắt giá nhất của Đại học Nevada, cuối cùng, Đại học Nevada quyết định gỡ mẫu áo len Reno khỏi danh sách bán hàng trên website của trường.
Akio Mori, một nhà sinh lý học người Nhật Bản đã trích dẫn vụ việc của cô gái A để tăng sự củng cố cho lý thuyết “Trò chơi Trí não” (tiếng Anh: Game brain) do ông sáng tạo nên, một lý thuyết bị chỉ trích là không có gì ngoài sự mê tín. Ngoài ra, cô gái A còn được cho là người hâm mộ của truyền thuyết đô thị “Căn phòng Đỏ” (tiếng Anh: Red Room), điều này càng hợp lý khi kết hợp với lý thuyết Trò chơi Trí não của ông Mori. Truyền thông cũng được biết rằng cô gái A đã từng đọc cuốn tiểu thuyết gây tranh cãi Battle Royale và xem bộ phim được chuyển thể từ cuốn tiểu thuyết, trong đó các học sinh trẻ tuổi sẽ phải chém giết lẫn nhau để giành lấy sự sống.
Ngày 18 tháng 03 năm 2005, trường Tiểu học Okubo tổ chức lễ tốt nghiệp cho các học sinh năm cuối, mỗi học sinh được phát một cuốn album tốt nghiệp có 1 trang trống nhằm để tưởng niệm cái chết của Mitarai, học sinh có thể dán ảnh của Mitarai, dán ảnh của cô gái A hoặc dán ảnh của cả lớp bao gồm cả Mitarai và cô gái A, còn ảnh gốc sẽ được tiêu hủy sau khi in. Mitarai cũng được trao tín chỉ tốt nghiệp, cha của Mitarai đã thay mặt Mitarai làm việc này. Nhà trường còn trao tín chỉ tốt nghiệp cho cô gái A vì tin rằng nó sẽ một phần nào giúp cô “tái hòa nhập xã hội”.